# Bactrocera yoshimotoi
Bactrocera yoshimotoi är en tvåvingeart som först beskrevs av Hardy 1973.  Bactrocera yoshimotoi ingår i släktet Bactrocera och familjen borrflugor.
Artens utbredningsområde är Vietnam. Inga underarter finns listade.